# Kawiarnia Esplanada w Krakowie
Kawiarnia Esplanada (później również Kawiarnia Cristal) – zlikwidowana kawiarnia w Krakowie, działająca niegdyś w kamienicy przy ulicy Podwale 7 na rogu z ulicą Krupniczą, w dzielnicy I Stare Miasto, na Piasku.

## Historia
Kawiarnia została założona w 1912 przez kupca Karola Wołkowskiego w lokalu znajdującym się na parterze kamienicy położonej na rogu ulic Podwale i Krupniczej. Odbywały się w niej koncerty orkiestry kameralnej prowadzonej przez B. Wassermana w godzinach popołudniowych oraz wieczornych. 
Boczna sala kawiarni została udekorowana przez Tytusa Czyżewskiego oraz Józefa Jaremę i odbywały się w niej spotkania klubu futurystów oraz formistów – „Gałka Muszkatołowa”, którego członkami byli m.in.: Leon Chwistek, Tytus Czyżewski, Bruno Jasieński, Jalu Kurek, Stanisław Młodożeniec czy Tadeusz Peiper. Ściany tej sali były pokryte jaskrawymi malowidłami przedstawiającymi zdeformowane twarze oraz figury i kształty geometryczne. Na suficie kawiarni wisiała lampa zaprojektowana prawdopodobnie przez Tytusa Czyżewskiego.
28 lipca 1914 kawiarnia została odwiedzona przez Józefa Piłsudskiego. Miał on rozmawiać tam z Michałem Sokolnickim o dużym prawdopodobieństwie wybuchu wojny, która rozpoczęła się kilka godzin po tej rozmowie. Następnie Piłsudski wydał zarządzenie o urządzeniu w dwóch pokojach kawiarni, na zapleczu, sztabu komendanta.
W lokalu odbywały się jedne z pierwszych w Krakowie koncerty muzyki jazzowej, wykonywane przez amerykański zespół (później występowały w kawiarni również inne grupy). Od 1930 lokal prowadzony był przez syna Wołkowskiego, Tadeusza.
W 1936 lokal popadł w długi i przemianowany został na „Place”, a rok później przejęty został przez braci F. i E. Bisanzów. Następnie przeprowadzili oni remont oraz przebudowali lokal i otworzyli go pod nową nazwą – „Cristal”. W okresie II wojny światowej do kawiarni wstęp mieli jedynie obywatele niemieccy. 
Po zakończeniu wojny lokal został przejęty przez Spółdzielnię Spożywców „Praca” i otwarty pod starą nazwą. Następnie przez krótki czas kawiarnia nosiła nazwę „Akademicka”. Kawiarnia przez wiele lat swojego funkcjonowania stała się miejscem spotkań krakowskich przedstawicieli środowisk: literatury i muzyki, a także profesorów.
W latach 1948–1949 kawiarnia została zlikwidowana, a w jej miejscu powstał dom handlowy.